# Коваль Микола Андрійович
Микола Андрійович Коваль (1952 року народження) — заслужений журналіст України, поет, прозаїк, перекладач, краєзнавець, політолог, колишній головний редактор газети «Життя Білокуракинщини», з 1985 по 2010 роки — керівник Білокуракинського районного літературного об'єднання «Колосок», член Національної спілки журналістів України (1988 р.).

## Життєпис
Народився Микола Андрійович 28 серпня 1952 року в селі Олексіївка Новоайдарського району Луганської області, в родині колгоспників. Закінчив Олексіївську восьмирічну, а потім — Дмитрівську середню школи. До служби в армії працював механізатором колгоспу імені Кірова Новоайдарського району. Службу в Збройних Силах проходив механіком-водієм середніх танків у Київському військовому окрузі. Після служби повернувся на батьківщину, де працював механізатором у колгоспі імені Кірова.
Закінчив Донецький державний університет, здобувши освіту філолога, викладача української мови і літератури. Тут же з відзнакою закінчив факультет журналістики.
З листопада 1978 року працював в Білокуракинській районній газеті. Обіймав посади старшого кореспондента, відповідального секретаря. З березня 1985 року — редактор Білокуракинської райгазети «Заповіт Ілліча» (пізніше «Життя Білокуракинщини»). Член Спілки журналістів України.
Обирався делегатом VII, VIII, IX з'їздів Спілки журналістів України.
Літературною творчістю займається більше 30 років. Свої поетичні твори друкував в обласній і республіканській періодиці. Віршам і прозі Миколи Коваля властиві драматичність, пристрасність, ліризм, правдивість.
У 1999 році з-під пера Миколи Коваля виходять у світ поетичні збірки «Найсвятіший оберіг», «Вклонімося любові», «Рідний дивокрай», історичний роман «На переломі»; у 2000 році — історико-документальна розвідка «У верхів'ї Борової», а також літературний альманах «Слобожанський первоцвіт», упорярядником якого був М. А. Коваль. У 2002 році вийшла друком історична розвідка, присвячена 300-річчю смт. Білокуракине «Пройшли віки — розквітла воля». У 2006 році — поетична книга віршів для дітей «Гарна гойдалка у Люди», в 2007 році — історичний літопис про діяльність білокуракинських журналістів «Життя, вкарбоване в рядки». В 2007 році М.Коваль надрукував другу поетичну збірку для дітей «України сонценятка». Знаковим явищем у літературному процесі нашого краю став вихід у світ у Луганському видавництві «Ноулідж» історичного поетичного роману «На поклик булави».
За творчі досягнення  в літературі, журналістиці, краєзнавстві М. А. Коваль має такі відзнаки: Заслужений журналіст України, переможець Всеукраїнського конкурсу «Золоте перо» (1997 р.); переможець VI Загальнонаціонального конкурсу «Українська мова — мова єднання»; за досягнення у  літературі, журналістиці і краєзнавстві нагороджений медаллю ім. Володимира Даля; за цикл публікацій у пресі на теми розбудови села став переможцем обласного конкурсу журналістів ім. Бориса Горбатова (1987 і 1989 рр.); переможець Всеукраїнського фестивалю регіональної преси «Азовська осінь — 98»; обласних творчих конкурсів «Журналіст 1996 року» і «Журналіст 2005 року»; лауреат IV міжнародного фестивалю «Слобожанський Спас»; переможець міжнародного журналістського конкурсу «Розвиток потенціалу громади — шлях до подолання бідності» (Японія);  нагороджений медаллю Луганської облдержадміністрації і Луганської обласної ради; нагороджений медаллю «За заслуги перед Білокуракинщиною»; удостоєний відзнаки МВС України за сприяння його діяльності; у 2002 році районна газета «Життя Білокуракинщини» Національною Спілкою журналістів України визнана кращою районною газетою України.
М. А. Коваль — головний розробник символіки Білокуракинського району — Герба, Прапора і їх описів; на його вірші місцевий композитор Галина Пекалєва написала ряд пісень «Воронцева слобода», «Пані Лугарівно», «Моє Білокуракине».
В книзі «Пройшли віки — розквітла воля» розповідається  про виникнення Білокуракиного, заселення колишнього Дикого поля, зародження і розвиток сільськогосподарського виробництва, ремесел, промислів, формування духовної культури, національних традицій слобожан, їх участь в історичному розвитку України. В історичній розвідці досить аргументально висвітлюється минуле і сьогодення не лише цього древнього селища, а й інших сіл Білокуракинського району.
Роман «На переломі» — це широко охватний твір про нашу історію на грані XVI—XVII віків, коли в Московії гуляли смута і Росія царями і боярами, міжусобицями, чварами та війнами, утверджуючи свою державну особистість, ішла до імперського начала, розсуваючи чимдуж кордони на заході і сході, а надто ж на півдні. Ось тут автор на гостросюжетне полотно роману приводить запорозьких козаків, а заодно і князів Куракіних, від чийого прізвища походить і назва селища Білокуракиного, що в самій глибинці сільських районів Луганщини. Микола Коваль чимало літ збирав історичний матеріал для свого неординарного твору, зважував його і зіставляв з різними писемними джерелами, співставляв і ще раз перевіряв та звіряв, переосмислював події і факти.
М.Коваль в історико-психологічному романі «На поклик булави» звертається до сивої минувшини, тематики визвольних змагань українського народу, гармонійно описуючи героїчне і трагічне минуле України. Відомі факти та історичні постаті вітчизняного літопису набувають рис художньої символічності та образності, створених силою поетичного слова талановитого автора. Особливий інтерес становить психологічне осмислення історичних подій за часів гетьмана Богдана Хмельницького, його світогляд, волелюбність, висока духовна сила, моральність, закоханість у красу України, вірність козацькій присязі, глибока віра в Бога і світлу будущину вільної України. У романі відкриваються нові грані творчого процесу художнього переосмислення пам'ятних подій та тривога за сучасний стан України, віра в її краще майбутнє.

## Твори
- Коваль М. А. Пройшли віки — розквітла воля. Білокуракине. — Луганськ: Книжковий світ, 2002. — 360с; іл.
- Коваль М. А. На переломі. — Луганськ: Книжковий світ, 1999. — 176с; іл.
- Коваль М. А. На поклик булави: історичний роман. — Луганськ: Видавництво «Ноулідж», 2012. — 244с; іл.